# Domen Novak
Domen Novak, né le 12 juillet 1995 à Novo Mesto, est un coureur cycliste slovène.

## Biographie
En 2013, pour sa dernière année chez les juniors (moins de 19 ans), Domen Novak devient champion de Slovénie sur route juniors et se classe huitième du championnat d'Europe sur route juniors. 
En 2014, il passe professionnel à 18 ans au sein de l'équipe continentale locale Adria Mobil et court notamment avec Primož Roglič. En 2015, il termine meilleur jeune du Tour de Slovénie et se classe quinzième du Tour de l'Avenir. En 2016, il obtient plusieurs résultats notables, notamment des troisièmes places sur le Grand Prix Laguna et le Tour of Malopolska et la sixième place du Tour de Croatie.
Ses performances lui permettent de rejoindre l'équipe World Tour Bahrain-Merida qui compte plusieurs coureurs slovènes. Au cours de ces deux premières années, il est notamment septième du Tour du Japon 2017 et dixième du Tour de Croatie 2018. Il a également terminé deuxième du championnat de Slovénie sur route, où il est arrivé avec son coéquipier Matej Mohorič. Il participe au Tour d'Espagne 2017 et au Tour d'Italie 2018. En 2019, il remporte sa première course professionnelle, en devenant champion de Slovénie sur un parcours difficile. En octobre, il prend la cinquième place du Tour de Croatie. En 2021, il fait partie de l'échappée du Tour de Lombardie qu'il termine 77e.
Présent sur le Tour d'Italie 2022 aux côtés de Mikel Landa et Pello Bilbao, il se distingue lors de l'avant-dernière étape qui mène jusqu'au Passo Fedaia. Longtemps à la lutte avec l'Italien Alessandro Covi, il échoue finalement à la seconde place à 32 secondes du vainqueur. Il finit le Tour au 31e rang. Il se classe ensuite 3e du Tour de Slovénie derrière l'indéboulonnable duo d'UAE Emirates Pogačar-Majka.
En août 2022, UAE Emirates annonce le recrutement de Novak pour les saisons 2023 et 2024. En 2024, il décroche son deuxième titre de champion de Slovénie sur route. Fidèle équipier, il épaule notamment son compatriote Tadej Pogačar dans les courses par étape et sur certaines classiques comme lors de Liège-Bastogne-Liège 2025 où il contribue largement à la victoire de son leader.

## Palmarès
- 2013
  -  Champion de Slovénie sur route juniors
  - 8e du championnat d'Europe sur route juniors
- 2016
  - 3e du championnat de Slovénie sur route espoirs
  - 3e du Grand Prix Laguna
  - 3e du Tour of Malopolska
- 2018
  - 2e du championnat de Slovénie sur route
- 2019
  -  Champion de Slovénie sur route
- 2022
  - 3e du Tour de Slovénie
- 2024
  -  Champion de Slovénie sur route

## Résultats sur les grands tours

### Tour d'Italie
4 participations
- 2018 : 101e
- 2020 : 59e
- 2022 : 31e
- 2024 : 67e

### Tour d'Espagne
3 participations
- 2017 : 105e
- 2019 : 123e
- 2023 : 138e

## Classements mondiaux
| Année                                 | 2016 | 2017  | 2018 | 2019 | 2020 | 2021 | 2022 | 2023  |
| ------------------------------------- | ---- | ----- | ---- | ---- | ---- | ---- | ---- | ----- |
| UCI World Tour                        | nc   | nc    | 369e |      |      |      |      |       |
| Classement mondial                    | 698e | 1262e | 661e | 544e | 635e | nc   | 303e | 1845e |
| UCI Europe Tour                       | 426e | 1733e | 423e | 415e | 516e | nc   | 244e | nc    |
| UCI Asia Tour                         | nc   | 203e  | nc   |      |      |      |      |       |
|                                       |      |       |      |      |      |      |      |       |
| Légende : nc = non classéSource : UCI |      |       |      |      |      |      |      |       |